# 164-80-4

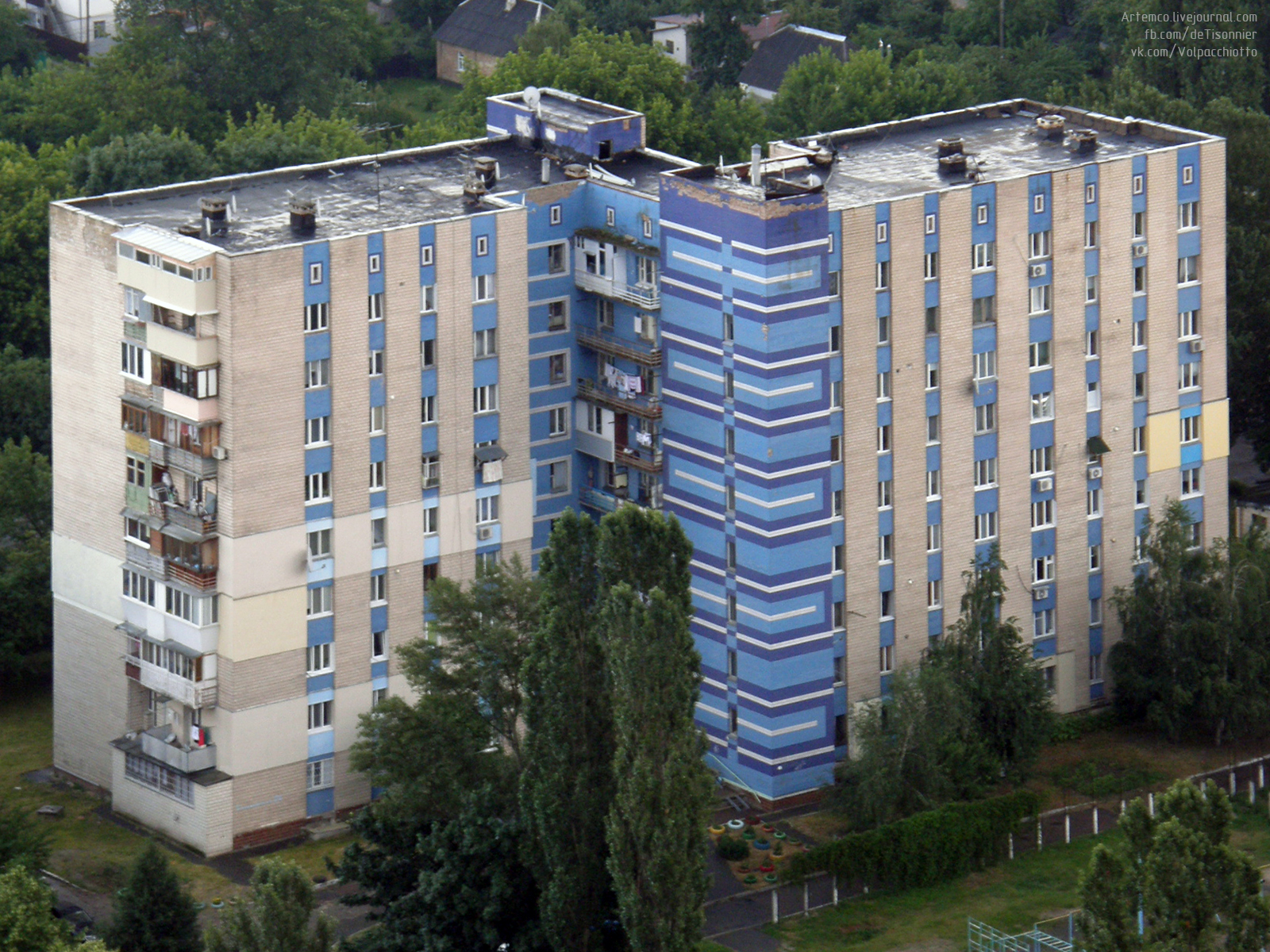
Київ, Новобіличі, вул. Клавдіївська, 24 – гуртожиток Київського професійного коледжу будівництва і архітектури, 1991

164-80-4 — проєкт 9-поверхового гуртожитку на 537 місць цегляної 80-ї серії житлових будинків. Розроблений у 1968 році в ЦНДІЕП навчальних будівель (Москва).

## Опис
9-поверхова будівля з двох об'ємів (бльоків). У бльоці 14 кімнат по 9,1—17 м², 3 санвузли, 1 кухня, 1 сході й 1 ліфт, в торці загальний балькон з пожежними сходами. У місці перетину бльоків загальний хол і по балькону з протилежних сторін. Об'єми ліфтів виступають, утворюючи ризаліт.

## Світлини

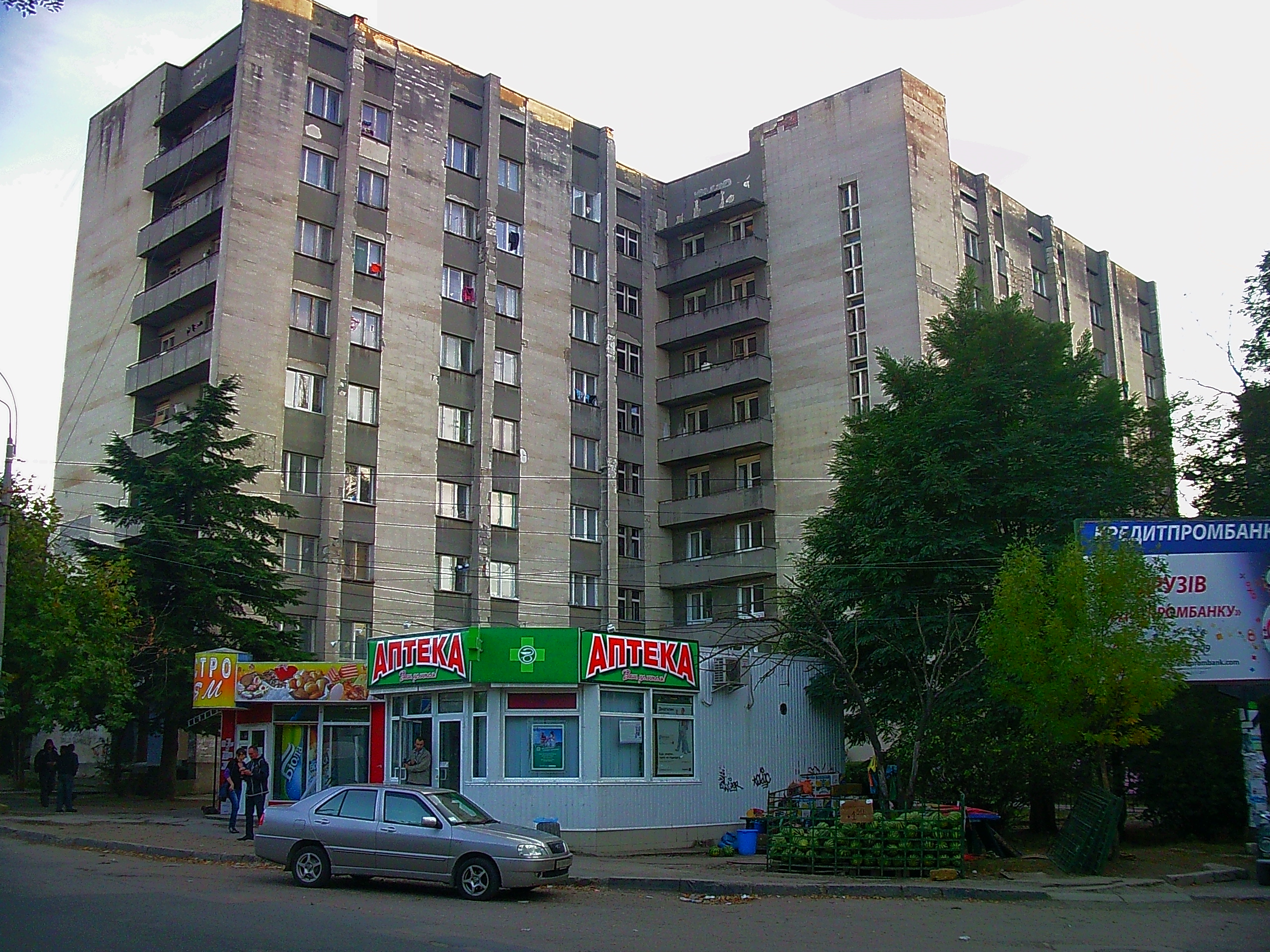
Симферопіль, гуртожиток № 5 Таврійського університету
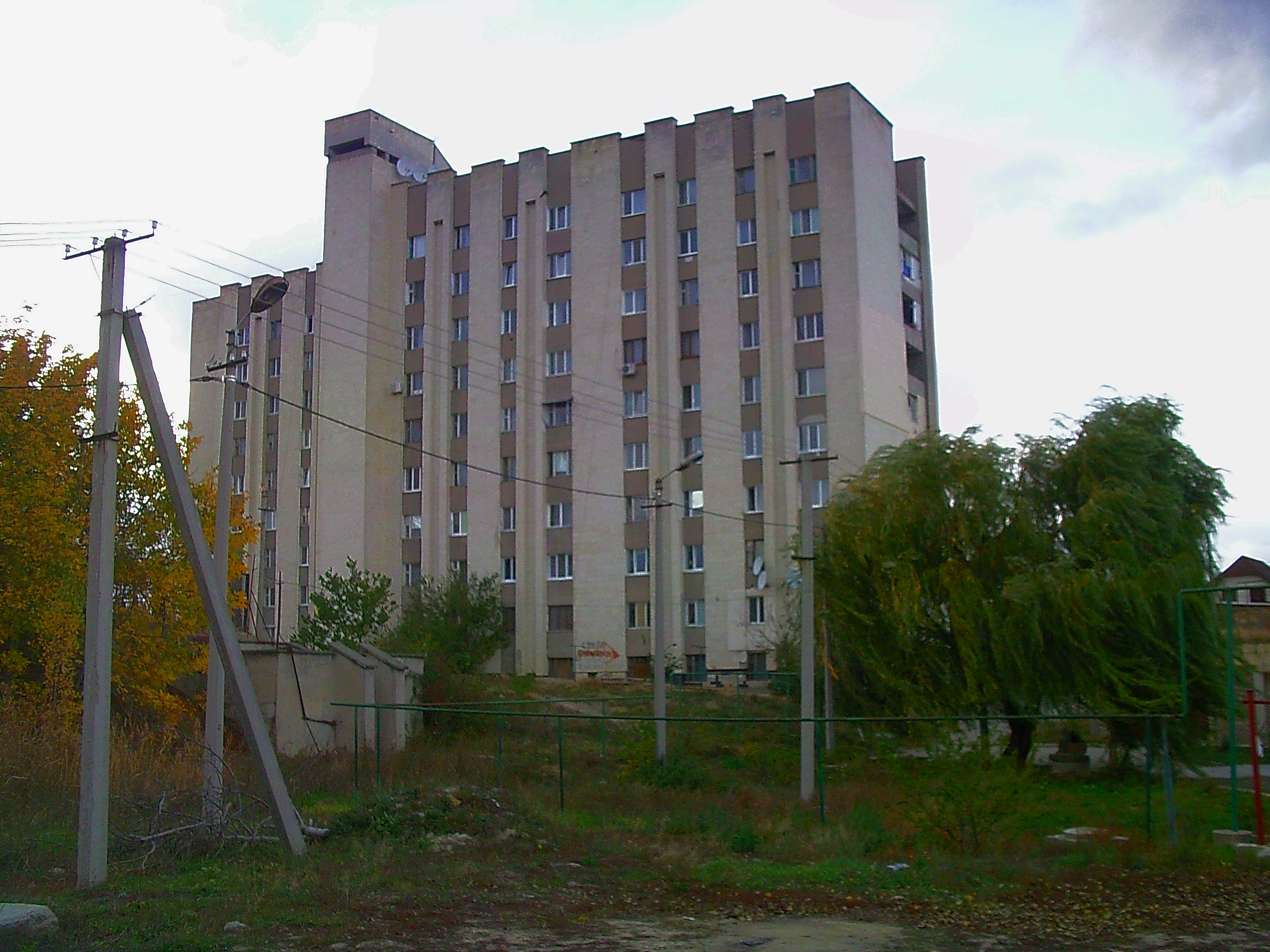
Симферопіль, вул. «Кримської Правди», 61а
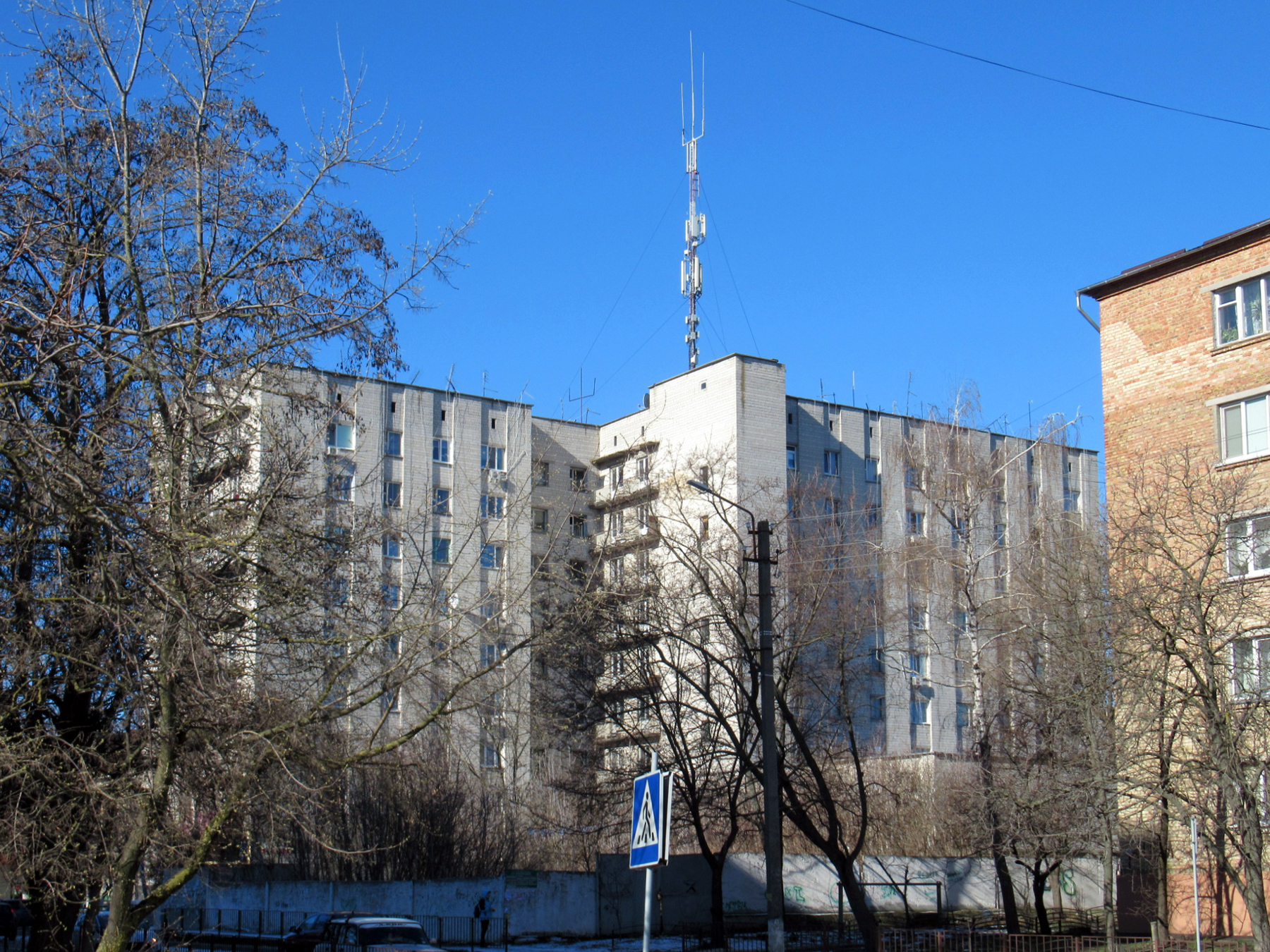
Бориспіль, гуртожиток ЖРЕУ
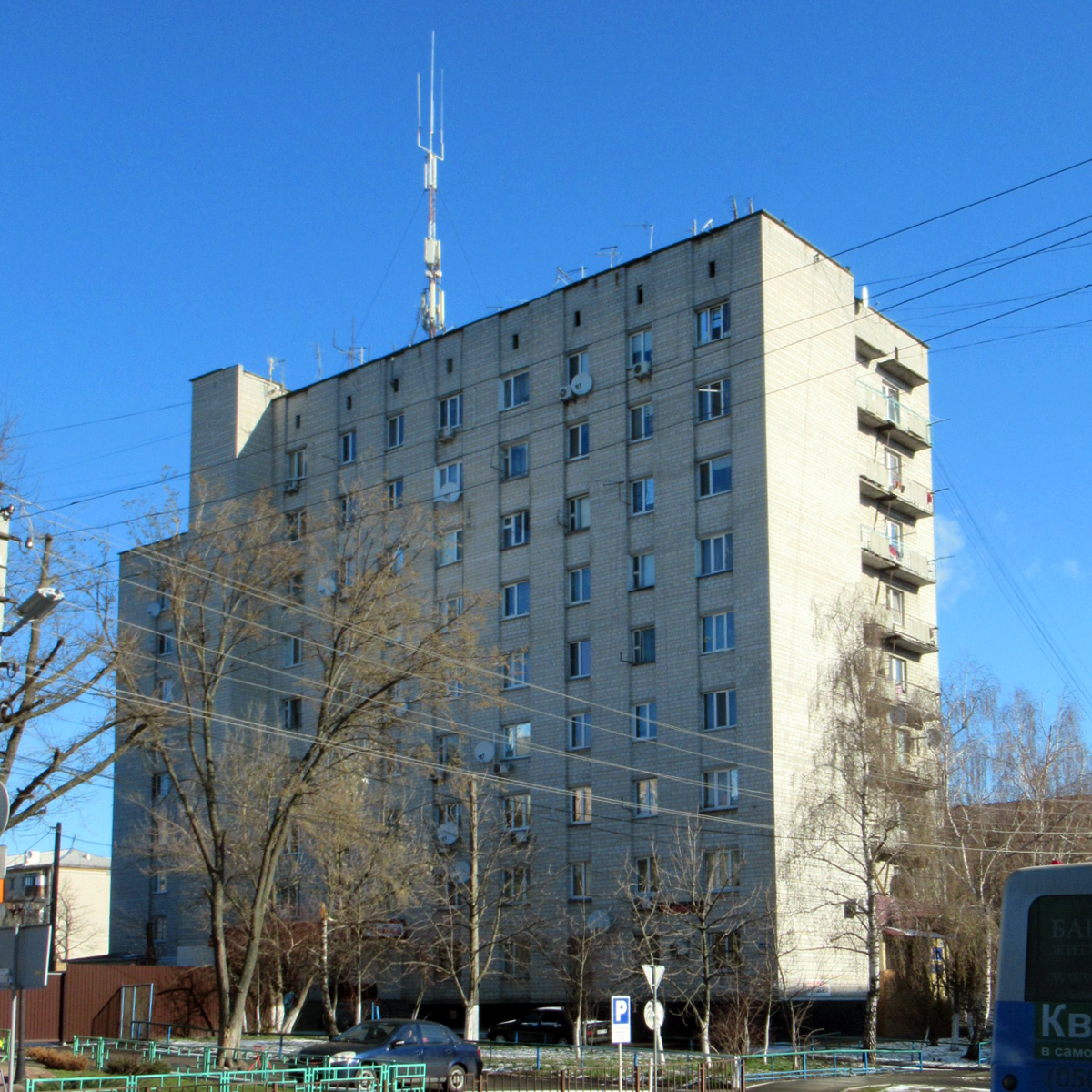
Бориспіль, гуртожиток ЖРЕУ
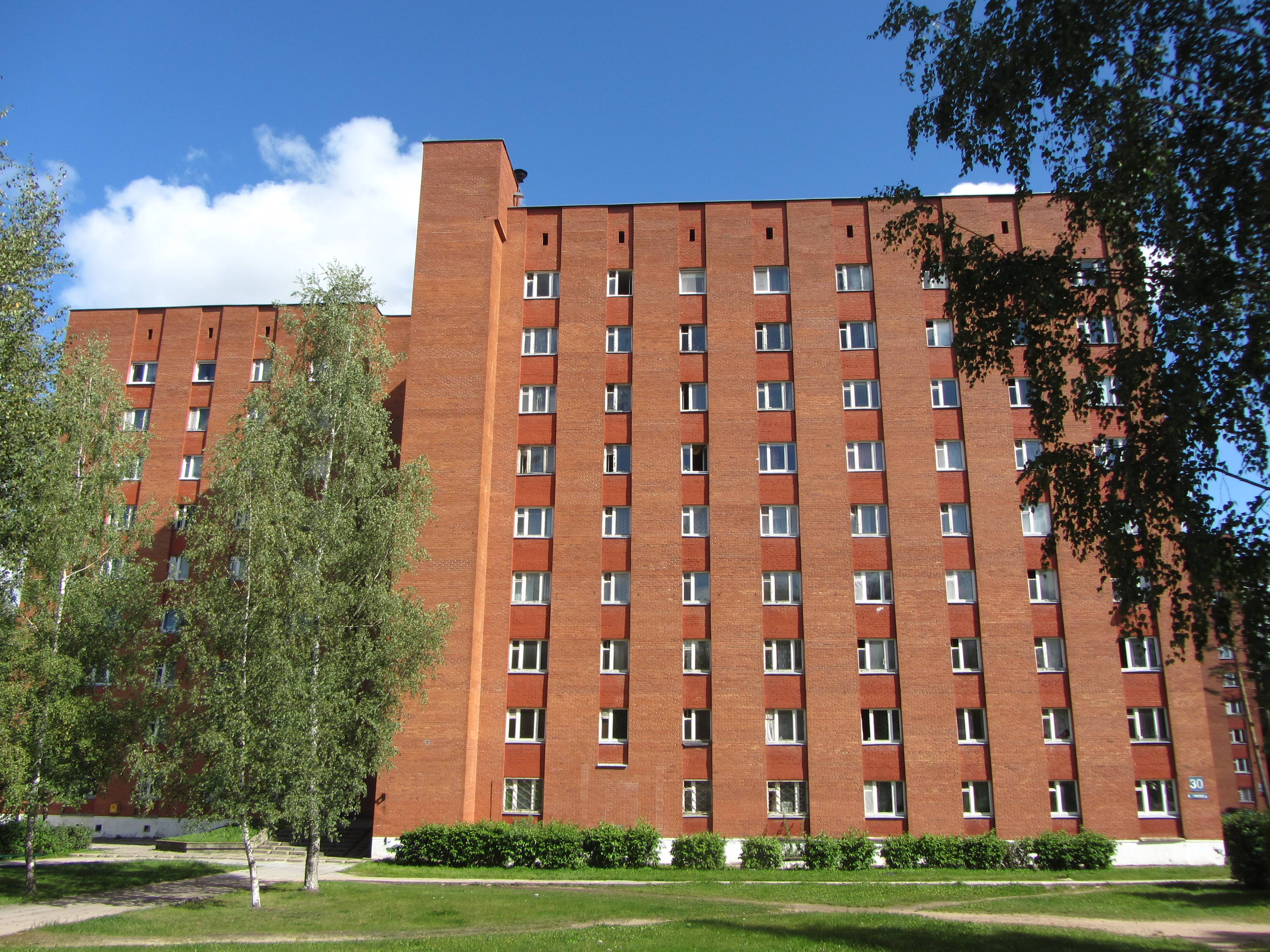
Литва, Висагінас, вул. Космічна, 30
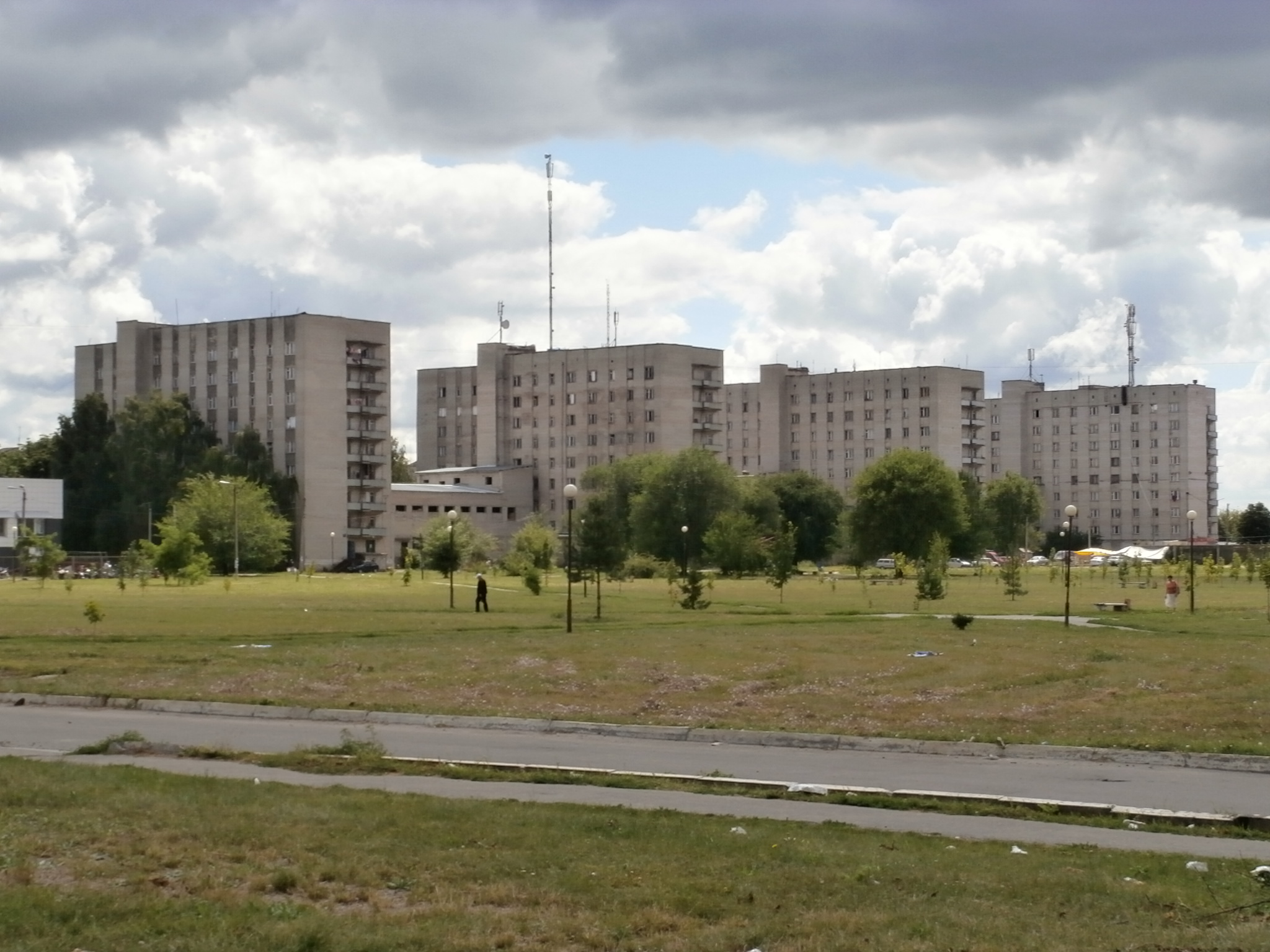
Жовті Води, група гуртожитків по вул. Кропоткіна
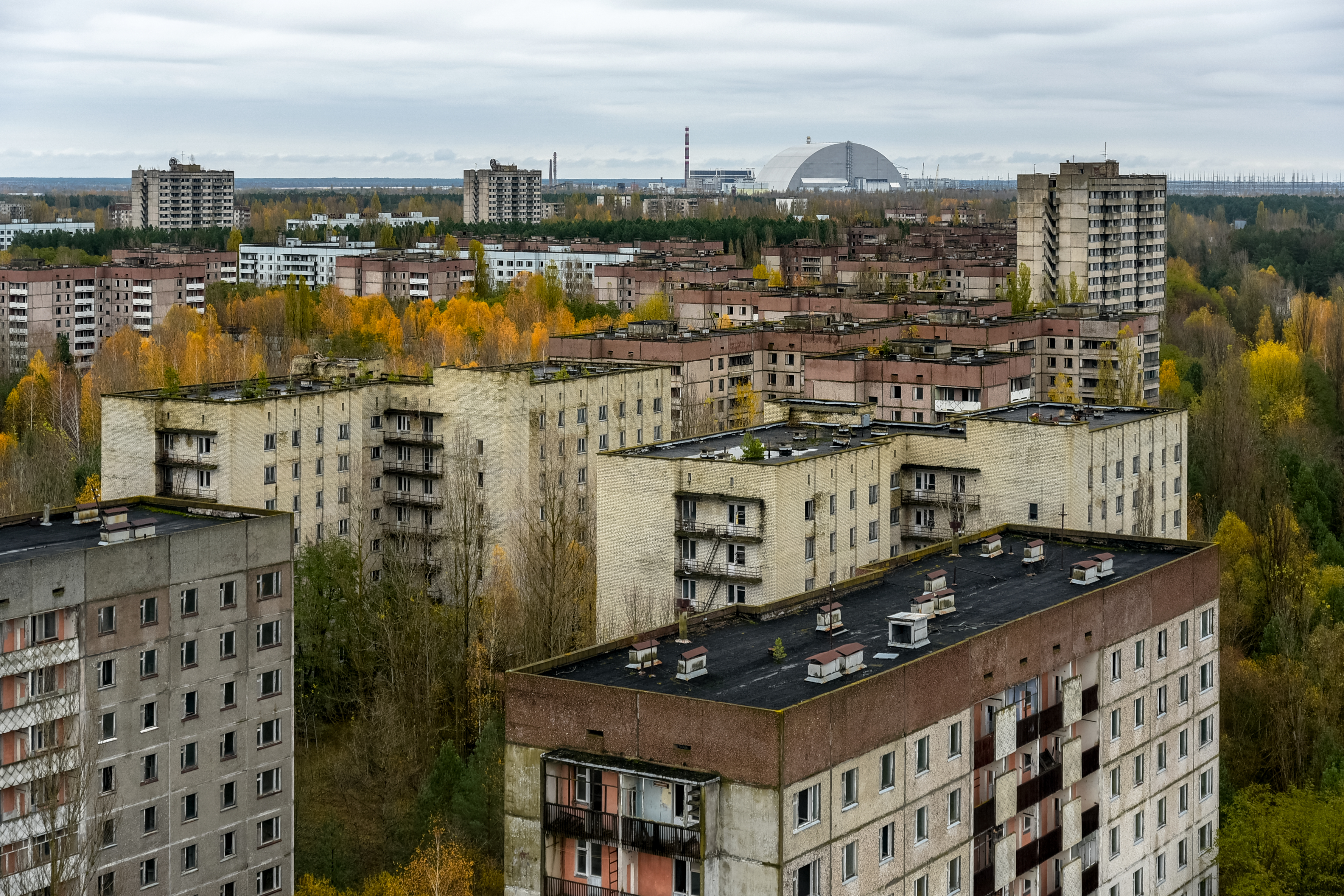
м. Прип'ять, на другому пляні гуртожитки заводу «Юпітер», 1980–1981 і 1982–1984
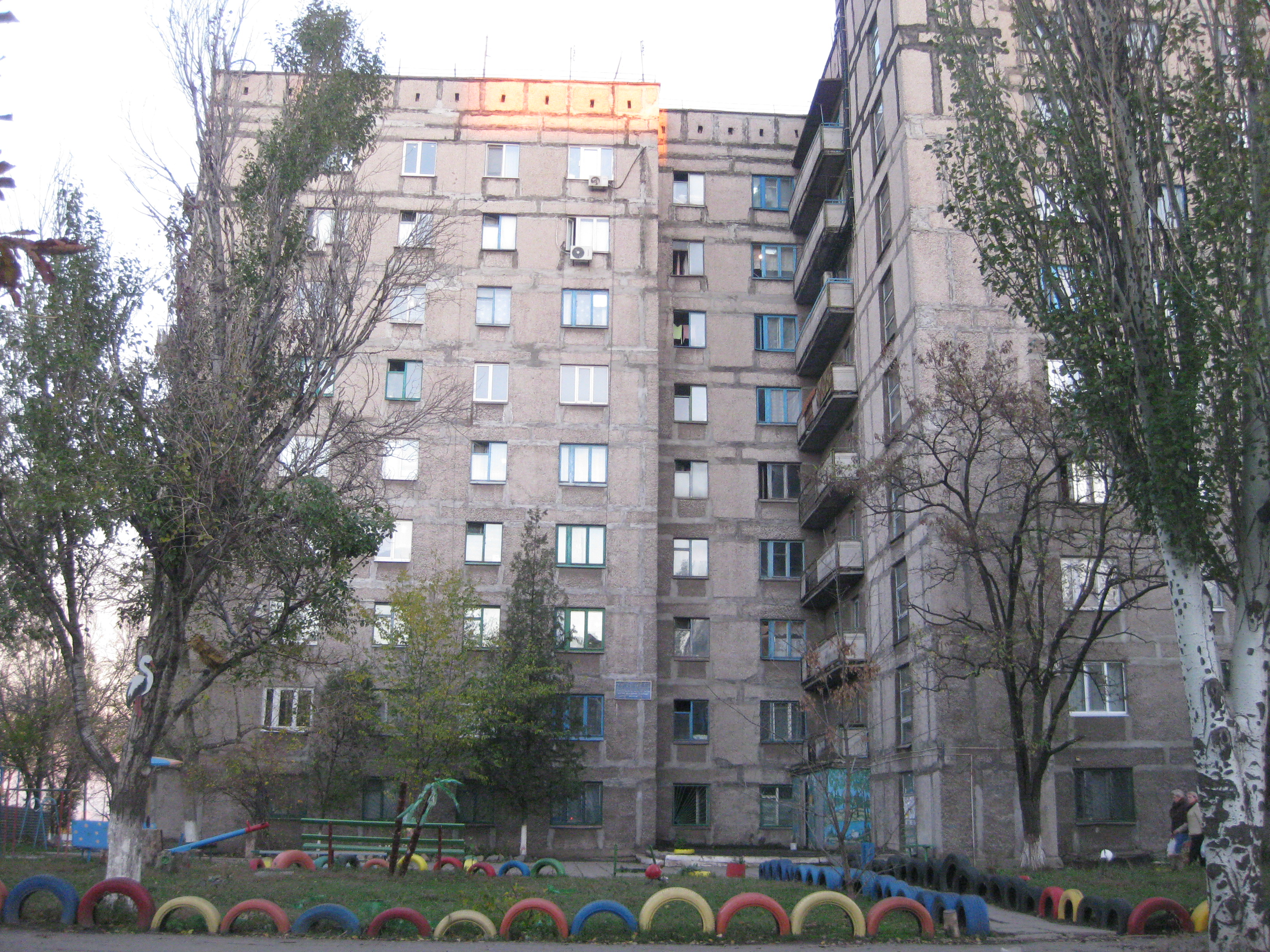
Маріюпіль, бльочний варіянт
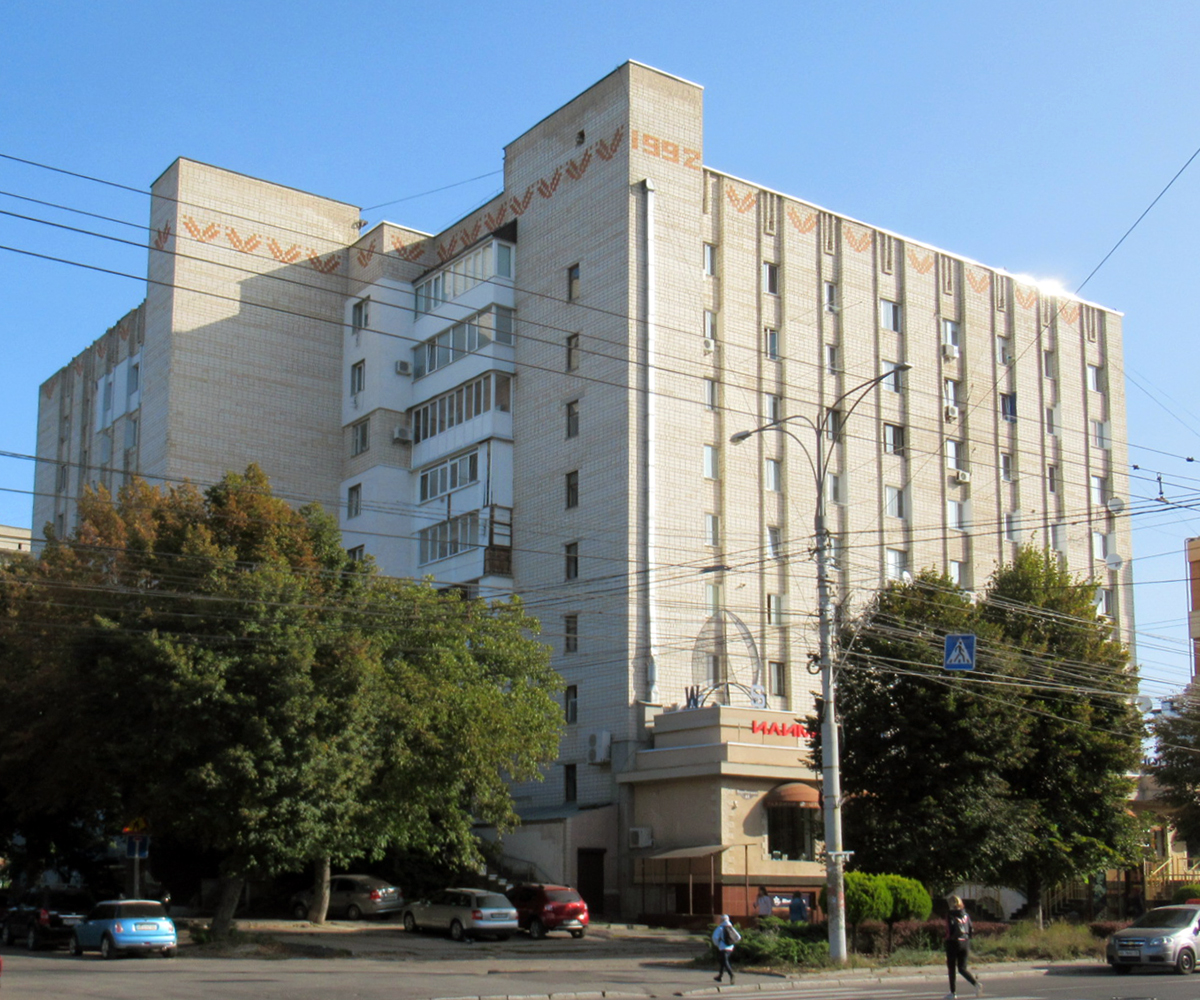
Вінниця, просп. Коцюбинського, 48/35 вул. Довженка, корпуси повернуті під прямим кутом